# Dominik Nerz
Dominik Nerz (Wangen, 25 agosto 1989) è un ex ciclista su strada tedesco, professionista dal 2010 al 2016.

## Palmarès

### Strada
- 2007 (Juniores)

1ª tappa Giro della Toscana Juniores (Pisa > Fucecchio)
Classifica generale Giro della Toscana Juniores
3ª tappa, 1ª semitappa Trofeo Karlsberg (Reinheim > Habkirchen)
Classifica generale Tour du Valromey
Classifica generale Napoleoncup
- 2009 (Continental Team Milram, due vittorie)

Campionati tedeschi, Prova in linea Under-23
6ª tappa Giro della Valle d'Aosta (Aosta > Ceresole Reale)

#### Altri successi
- 2010 (Milram)

Criterium di Wangen

### Pista
- 2006 (Juniores)

Campionati tedeschi, Inseguimento a squadre Juniores (assieme a Fabian Schaar, Michael Riedle e Christopher Schmieg)

## Piazzamenti

### Grandi Giri
- Tour de France

2012: 47º
2015: ritirato (11ª tappa)
- Vuelta a España

2011: 38º
2013: 14º
2014: 18º

### Classiche monumento
- Milano-Sanremo

2016: 62º
- Liegi-Bastogne-Liegi

2012: 44º
2013: 86º
2015: 48º
2016: ritirato
- Giro di Lombardia

2015: 31º

### Competizioni mondiali
- Campionati del mondo

Varese 2008 - In linea Under-23: 65º
Mendrisio 2009 - In linea Under-23: 20º
Toscana 2013 - In linea Elite: ritirato
Ponferrada 2014 - In linea Elite: 38º